# Tataouinea
Ne doit pas être confondu avec Tataouine.
Tataouinea hannibalis
Genre
Espèce
Tataouinea est un genre éteint de dinosaures sauropodes diplodocoïdes, rattaché à la famille des Rebbachisauridae,. Il a vécu au Crétacé inférieur (Albien inférieur), il y a environ 110 Ma (millions d'années) en Tunisie, où il a été découvert dans la formation géologique d'Aïn El Guettar.
Une seule espèce est rattachée au genre : Tataouinea hannibalis, décrite en deux temps par Federico Fanti et ses collègues en 2013 et 2015.

## Étymologie
Le nom de genre Tatouinea fait référence au gouvernorat de Tataouine où les fossiles ont été mis au jour. Le nom d'espèce hannibalis rend hommage au général et homme politique carthaginois Hannibal Barca.

## Découverte
Le fossile holotype, référencé ONM DT 1–48, est composé des vertèbres caudales 1 à 17 en connexion anatomique, du sacrum, des deux ilions et des deux ischions de l'animal.

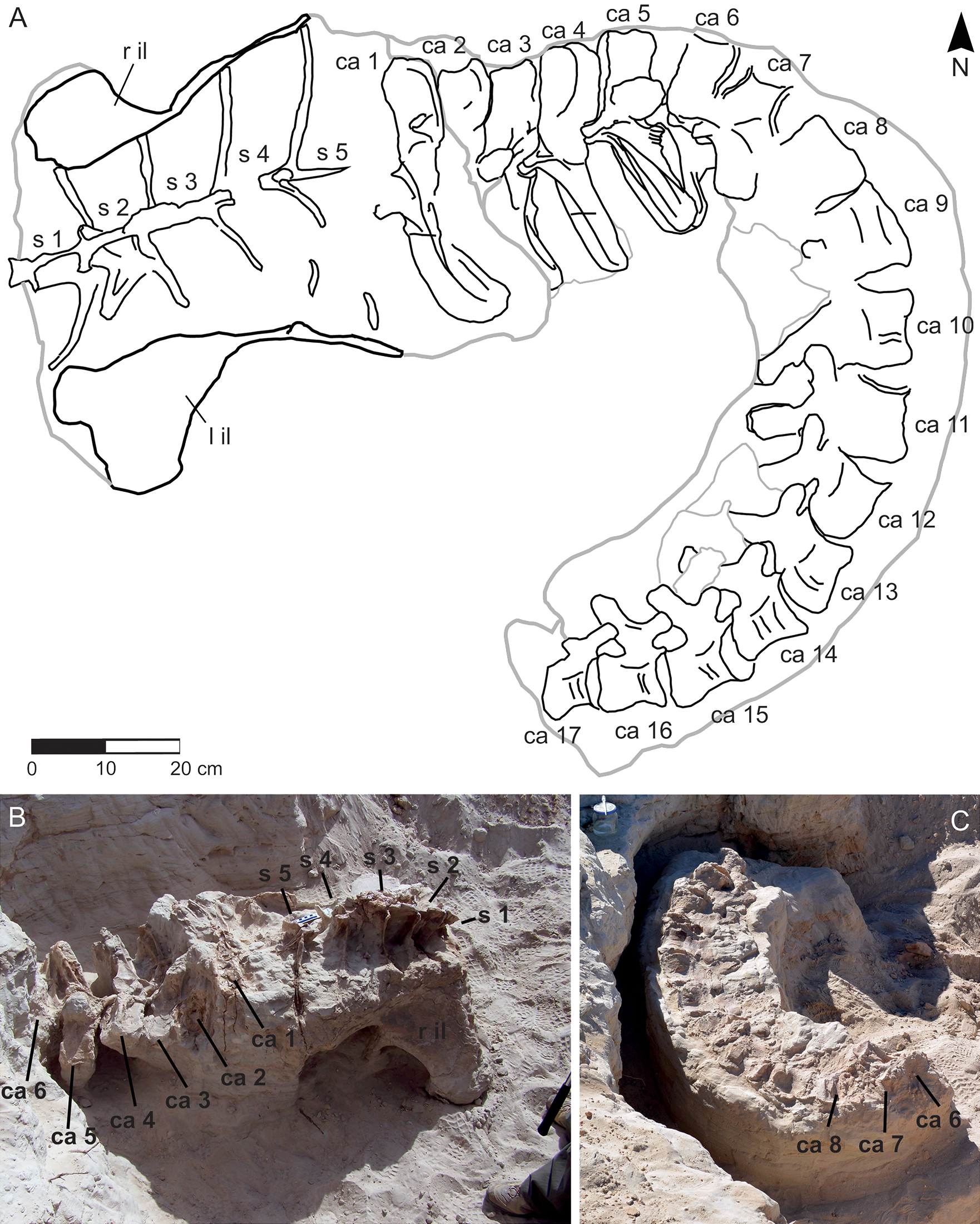
Spécimen holotype in situ. vertèbres caudales 1 à 17, sacrum, ilions et ischions.
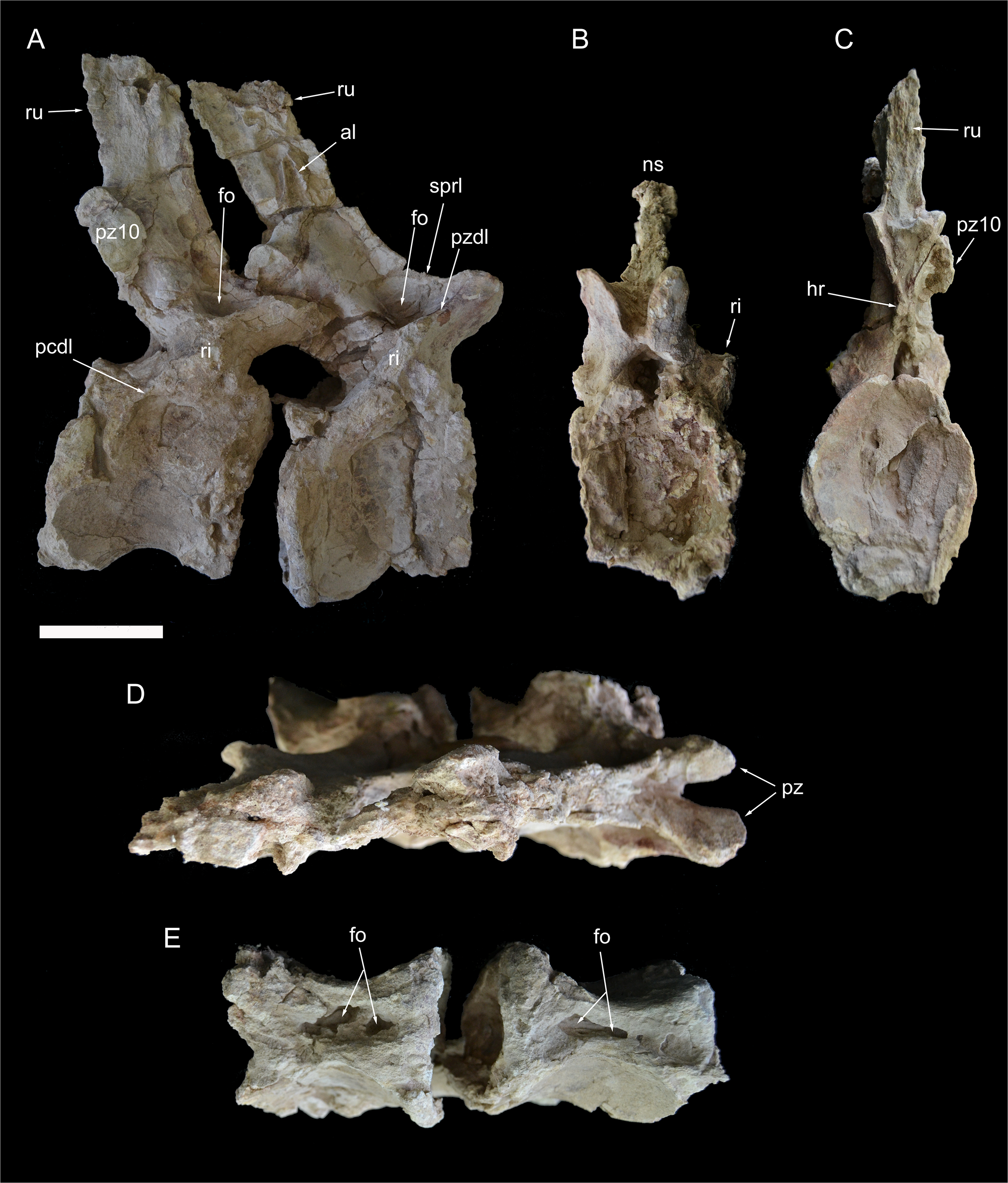
Photos des vertèbres caudales 8 et 9[3].

## Description
Cet quadrupède herbivore possèdent des os fortement pneumatisés qui confirment que les sauropodes possédaient un système respiratoire ressemblant à celui des oiseaux.

## Classification
Dans leur analyse phylogénétique de 2015, Federico Fanti et ses collègues placent Tataouinea dans une trichotomie avec les genres Demandasaurus et Nigersaurus au sein de la sous-famille des Rebbachisaurinae (anciennement Nigersaurinae).